# شرق شبرا الخيمة (حي)
حي شرق شبرا الخيمة، هو إحدى التقسيمات الداخلية لمدينة شبرا الخيمة بمحافظة القليوبية في جمهورية مصر العربية.